# Босхардт, Алида
Али́да Маргаре́та Бо́схардт (нидерл. Alida Margaretha Bosshardt; 8 июня 1913, Утрехт, Нидерланды — 25 июня 2007, Амстердам, Нидерланды), больше известная как майор Бо́схардт (c 1968 года носила звание подполковника), — офицер Армии спасения, известный представитель этой христианской организации в Нидерландах.
Дама (1966) и Офицер (1985) ордена Оранских-Нассау. Праведница мира (2004). В 2009 году была признана величайшим жителем города Амстердам всех времён.

## Биография

### Семья и ранние годы
Родилась 8 июня 1913 года в доме № 44 на улице Нахтегалстрат в Утрехте, в квартире над бакалейной лавкой, принадлежавшей её родителям. Она была названа в честь бабки по материнской линии, Алиды Маргареты Тилинг-Вюрен. Кроме неё у родителей был старший сын Хенк (1910—1990). 3 августа 1913 года Алиду Маргарету крестили в церкви Гертекерк.
Босхардты были старинным протестантским родом. В конце XVIII века в Нидерланды из Швейцарии прибыл первый известный представитель этого рода — Ганс Генрих Босхардт, который женился на местной уроженке Марии Батенбург. Со временем его фамилия приобрела искажённую форму Босхгерт, но 19 июля 1844 года, решением окружного суда в Утрехте, Босхардты официально вернули своей фамилии первоначальную форму. У деда и бабки Алиды по отцовской линии, Хенрика Антони Босхардта (1838—1895) и Марретье, урождённой Баргер, (1844—1897) было восемь детей. Трое из них посвятили свои жизни миссионерской деятельности. Тётка Алиды, Эвердина основала в Египетском хедиве сиротский приют под патронажем Американской христианской миссии и умерла там от холеры в 1902 году. Дядька Герард стал миссионером Моравской церкви и умер от жёлтой лихорадки в Парамарибо. Другая тётка, Мария была главой ряда миссионерских школ на Яве и умерла во время японской оккупации Индонезии в концентрационном лагере в 1945 году.
Отец Алиды, Ламбертус Босхардт (27.09.1885 — 10.05.1945), был сыном владельца склада трикотажных изделий и материалов на Твейнстрат в Утрехте. Он хотел стать церковным служителем или миссионером, но из-за преждевременной смерти родителей не смог получить хорошее образование. Его духовный поиск завершился в 1925 году переходом в католицизм. Мать Алиды, Вильгельмина Дейвертье, урождённая Тилинг, (30.05.1881 — 25.10.1955) также происходила из протестантского рода, представители которого были членами Нидерландской реформатской церкви. Она была дипломированным учителем. Родители Алиды сочетались браком 14 июля 1909 года. С началом Первой мировой войны в 1914 году её отец был мобилизован, и заботы о семейном магазине легли на плечи матери. Вернувшись с войны, отец продал бакалейную лавку и стал представителем фирмы, торговавшей кофе, чаем, пивом и кондитерскими изделиями. После он оставил занятия торговлей и стал городским репортёром «Курантов Утрехта», где вёл музыкальную и церковную колонки.
В 1919 году Алида поступила в государственную школу для девочек на улице Питерскерхоф в Утрехте. Когда Босхардты переехали в Дриберген, некоторое время она и брат обучались в деревенской школе на улице Вильгельминастрат. В декабре 1921 года они вернулись в Утрехт и поселились в районе Ондип. Босхардты проживали в домах на улицах Ворстрат, Ван-Хумболдтстрат, Адриан-Бейеркаде и Янскерхоф. В семье все звали Алиду «Зус», что значит «сестрёнка». Последней школой, где она окончила восьмой класс, была государственная начальная школа на улице Гамбургерстрат в Утрехте. Хенк продолжил образование в старшей средней школе, а Алида начала помогать матери в домашних дела, полдня работая в магазине тканей и одежды. Как вспоминала об этом сама она: «Я зарабатывала рейксдальдер в неделю, из которого не могла потратить на себя ни копейки». Алида хотела стать медсестрой, но ей отказали в поступлении на курсы медсестёр из-за проблем со здоровьем.

### Член Армии Спасения

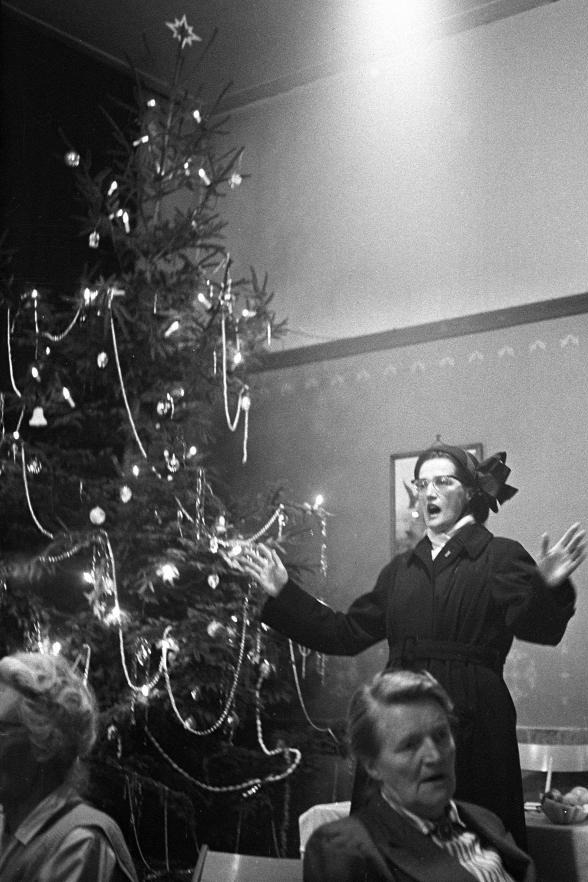
Майор Босхардт поёт колядки в день Рождества Христова на встрече в благотворительном центре Армии спасения в Амстердаме (1959). Автор фотографии: Инес ван Тхоф.

В доме Босхардтов жил кузен по имени Ян Пеннингс, сын миссионера, умершего в округе Лебак на острове Ява. Он был старше Алиды на пятнадцать лет и дружил с девушкой по имени Вил Диллен. Вил служила солдатом в Армии спасения в Первом корпусе Утрехта на улице Вейстрат (ныне улица Монсеньор Ван де Ветерингстрат). Алида познакомилась с ней в 1930 году. Девушка пригласила её посетить пост милосердия, открытый Армией спасения на улице Ланге Ньювстрат. В этот благотворительный центр за едой и одеждой ежедневно обращались неимущие жители города. Алида приняла приглашение, и с 1930 года, вместе с матерью, регулярно поддерживала милосердное служение на этом посту. Некоторое время спустя она решила стать членом этой христианской организации. Родители согласились с решением дочери не сразу. В 1933 году Алида стала солдатом спасения в Первом корпусе Утрехта, который в то время находился под руководством сержанта ван Амеронгена.
Вскоре её перевели в корпус, в ведении которого находились пост милосердия и детский приют, в котором Алида проходила своё служение. Она решила стать офицером спасения и начала соответствующую подготовку. 12 ноября 1934 года курсант Босхардт приступила к служению в детской школе имени Уильяма Бута в Амстелвене, которой руководил сержант Бикхейс. Через несколько дней в Амстердаме в церкви Парккерк, в присутствии полковника Боува Власа (самого высокопоставленного офицера Армии спасения в Нидерландах), Алида принесла присягу. Её обучение длилось восемь месяцев. 9 июля 1935 года в Консертгебау в Амстердаме курсанту Босхардт было присвоено звание кадетского лейтенанта. На церемонии присутствовали родители Алиды. Для прохождения дальнейшей службы она была определена во Второй корпус Роттердама на улице Бетхемстрат; этот армейский корпус тогда находился под руководством адъютанта Эггер. Затем Алида переехала в дом на улице Вейверхофстрат. Через полгода она была переведена на пост милосердия на улице Сикаде, которым руководил капитан Вансинк.
В 1936 году лейтенант Босхардт получила назначение на несение социальной службы в Армии спасения. Местами, где проходило служение Алиды, были пост милосердия на острове Рапенбюрг в Амстердаме и детский приют «Солнечный уголок», которым руководил адъютант Ойен. Здание приюта было расположено в центре еврейского квартала Амстердама. В нём содержались дети из неблагополучных семей и оказывалась помощь почти ста детям и сорока матерям. Накануне Второй мировой войны, 14 июля 1938 года, Босхардт получила звание капитана. После нацистской оккупации Нидерландов детский приют «Солнечный уголок» стал укрывать детей евреев, спасая их от депортации в концентрационные лагеря. Некоторые дети были размещены в приюте, другие — переправлены в безопасные места. В их спасении Алида принимала непосредственное участие. 22 марта 1941 года оккупационная администрация запретила деятельность Армии спасения. В 1942 году приют пришлось эвакуировать. Детей разместили в нескольких небольших домах на улице Резедастрат. Когда в июле 1943 года север Амстердама начала бомбить авиация союзников, Босхардт с детьми перебралась в Хилверсюм. Они переходили из одного убежища в другое в районе Гой, в провинции Северная Голландия. Во время голода, начавшегося зимой, Алида обходила многочисленные сельские дома в поисках еды, которой кормила детей. В августе 2004 года государство Израиль удостоило её почётного звания праведницы мира за спасение семидесяти детей евреев во время холокоста в Нидерландах.
В 1945 году капитан Босхардт хотела подать в отставку из-за смерти отца, чтобы заботиться о матери. Но мать не пожелала, чтобы дочь прекращала своё служение и переехала в один из домов престарелых, который находился под руководством Армии спасения. После войны Алида возобновила свои обязанности в штабе Армии спасения на Принс-Хендриккаде в Департаменте социальной работы. Некоторое время она занималась поисками спасённых детей и возвращением их к родителям или опекунам. В 1946 году её повысили до помощника, в 1948 году — до старшего капитана. Она получила от командора Дюрмана, территориального руководителя Армии спасения в Нидерландах с 1945 по 1950 год, поручение организовать работу Федерации доброй воли в Нидерландах. Ассоциация доброй воли появилась в Великобритании в 1930-х годах, когда журналист по фамилии Редвуд призвал общественность оказать помощь во время паводка на Темзе в 1928 году. На его призыв отозвались члены Армии спасения, которые, вместе с волонтёрами, приняли активное участие в оказании помощи пострадавшим от наводнения. Девизом Ассоциации доброй воли стали слова: «Даю тебе то, что имею сам».

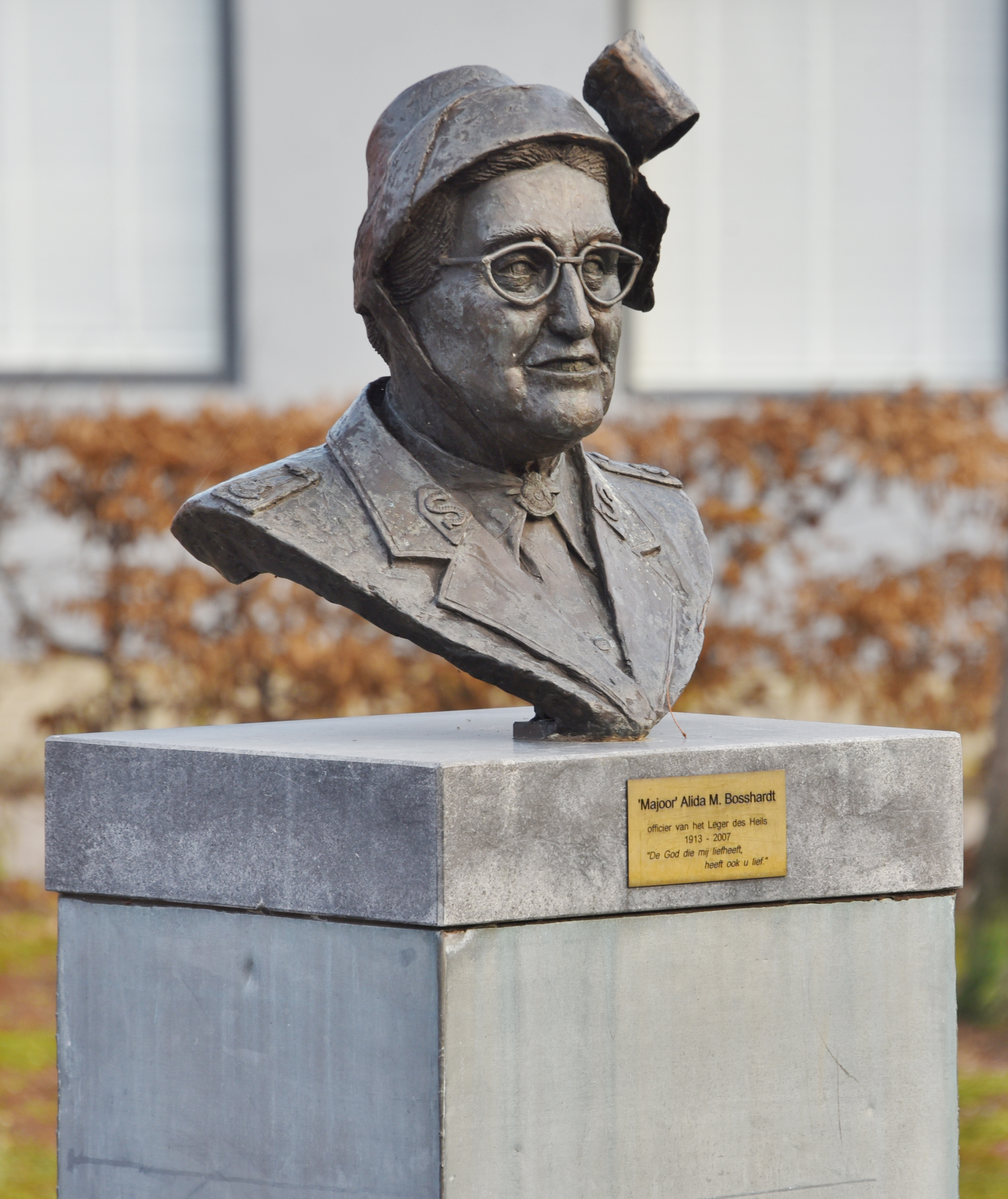
Бюст майора Босхардт в Тернёзен скульптора Ханса Дингеманса. На постаменте надпись: «Майор Алида М. Босхардт, офицер Армии спасения, 1913—2007 годы. „Бог, который любит меня, любит и вас“». Бюст установлен 9 мая 2009 года мэром города.

Национальная Федерация доброй воли в Нидерландах имела единственный центр в доме № 14 на Аудезейд Ворбюргвал в Амстердаме. Капитан Босхардт приступила к работе в ней 8 октября 1948 года. Она начала ежедневно распространять журнал Армии спасения «Боевой клич» в Де Валлен, крупнейшем квартале красных фонарей в Амстердаме, вместе с мылом, супом и добрым словом. В конце ноября Алида записала в своём дневнике: «Эта работа породила что-то новое во всех нас и в тех, кто встречается с нами. Пробудила любовь к потерянным. Дрейфуем сквозь лёд! Здесь, в этих кварталах „Мрачного Амстердама“, именно здесь место для Армии спасения с посланием от Иисуса. Здесь широкое поле для нашей жатвы».
В 1948 году капитан Босхардт организовала первое празднование Рождества Христова с женщинами, занимавшимися проституцией. Своё отношение к тому, чем она занималась, Алида охарактеризовала в дневнике следующим образом: «Должна ли я думать, что борюсь с проститутками? Никогда! Мой долг держать протянутой руку помощи этим женщинам, так, чтобы, когда они захотели за неё ухватиться, они могли это сделать. Мы принимаем этих женщин такими, какие они есть». В 1961 году ею было опубликовано исследование «Социальная работа среди женщин, занимающихся проституцией».
Босхардт сотрудничала с добровольцами, которые поддерживали её работу, прежде всего, с социальными работниками и церковными деятелями. Вначале служения Армии спасения проводились в воскресенье утром в комнате на улице Аудезейдс-Армстег. В конце 1951 года Босхардт смогла арендовать здание Лёвенбюрг на улице Аудезейдс-Ворбюргвал у Ассоциации Хендрика де Кейзера. Тогда им был доступен только первый этаж. Алиде приходилось спать в комнате, куда за помощью к ней обращались проститутки и наркоманы. В 1955 году Федерация смогла арендовать весь первый этаж. В 1959 году Босхардт впервые появилась на нидерландском телевидении в программе Берт Гартхофф «Не похожие на нас». В 1965 году она была сфотографирована вместе с принцессой Беатрикс во время благотворительной работы в районе красных фонарей, после чего её социальная деятельность привлекла к себе большое внимание.
В 1978 году подполковник Босхардт была отправлена в запас. Но даже после выхода на пенсию она оставалась верной Армии спасения и часто выступала по нидерландскому телевидению, рассказывая о работе организации. Алида участвовала в записи телевизионной программы «Вилла Фелдерхофа». После инсульта Босхардт перестала распространять журнал Армии спасения «Боевой клич», но вплоть до 2005 года выступала с лекциями, посещала больных, выступала на конгрессах и во время церковных служб, появлялась на телевидении.
Большую часть своей жизни она провела среди людей, которые вели активную сексуальную жизнь, при этом сама Алида оставалась девственницей. По признанию Босхардт, мужчины, которые влюблялись в неё, были женаты, а её романтические чувства к женщине не могли быть реализованы из-за религиозных убеждений, так как гомосексуальные отношения запрещены для членов Армии спасения. Сама Босхардт, отрицая подобные отношения для себя, толерантно относилась к гомосексуальным людям. Она говорила, что если эти люди только так могут быть счастливы, то пусть будут счастливы. Девизом всей её жизни были слова: «Все равны перед Богом и для меня».

### Смерть и память
Босхардт скончалась 25 июня 2007 года. Она завещала похоронить себя в общей могиле офицеров Армии спасения на Новом Восточном кладбище в Амстердаме. Её просьба была удовлетворена. В субботу 30 июня 2007 года, после прощального служения в церкви Кенингскерк, в районе Вотерграфсмир, тело майора Босхард было с почестями погребено на кладбище.
7 июня 2013 года майору Босхардт был поставлен памятник на улице Аудезейдс-Ворбюргвал в Амстердаме, рядом с мостом, которому было присвоено её имя. Премия имени Майора Босхардт была учреждена в 2006 году. 13 ноября 2009 года нидерландская газета «Телеграф» сообщила, что она была избрана величайшим амстердамцем всех времён, согласно опросу общественного мнения, организованному периодическим изданием и отделом исследований и статистики Амстердамского муниципалитета.

## Награды
- Медаль Праведницы мира (№ 10178) от Государства Израиль за спасение детей евреев во время Второй мировой войны (2004)[16];
- Офицер ордена Оранье-Нассау (1985)[3];
- Награда Юманите (1977)[24];
- Серебряная почётная медаль города Амстердам (1975)[23];
- Дама ордена Оранье-Нассау (1966)[23];
- Орден основателя (за отличную службу в Армии спасения) (1962)[23].